# Bulgariens herrlandslag i basket
Bulgariens basketlandslag representerar Bulgarien i basketboll på herrsidan. Laget gick med i FIBA 1935 och har sedan dess deltagit i 24 av 37 EM-slutspel (1935-2011), i VM-slutspelet 1959 samt i fyra OS-turneringar (1952-1968). Bulgarien tog EM-silver 1957 och EM-brons 1961 och ligger på 42:a plats på FIBA:s världsranking efter 2010 års världsmästerskap.

## Mästerskapsresultat

### OS-turneringar
- 1952: 7:a
- 1956: 5:a
- 1960: 16:e
- 1968: 10:a

### Världsmästerskap
- 1959: 7:a

### Europamästerskap
| - 1935: 8:a - 1947: 8:a - 1951: 4:a - 1953: 9:a - 1955: 4:a - 1957: Silver - 1959: 5:a - 1961: Brons - 1963: 5:a - 1965: 5:a | - 1967: 4:a - 1969: 7:a - 1971: 6:a - 1973: 6:a - 1975: 5:a - 1977: 6:a - 1979: 11:a - 1985: 8:a - 1989: 7:a - 1991: 8:a | - 1993: 14:e - 2005: 13:e - 2009: 13:e - 2011: 13:e |